# Пролив Танфильева
Проли́в Танфи́льева — пролив в Тихом океане, расположенный в Малой гряде Курильских островов. Отделяет остров Танфильева от островов Анучина и Юрий.
Расстояние между островами Танфильева и Анучина 6,3 км, между островами Танфильева и Юрий 6 км. Наименьшая ширина пролива Танфильева 5,75 км. Восточная часть северной половины пролива, примыкающая к острову Юрий, более глубокая, чем западная. Рельеф дна в проливе неровный. Между островами Танфильева и Юрий находится ряд скалистых банок с наименьшими глубинами 2,2; 5,2 и 5,2 м, лежащих соответственно в 3 и 5 км к югу и в 4,25 км к востоку-юго-востоку от мыса Болотный — северо-восточной оконечности острова Танфильева. Кроме того, скалистая банка с глубиной 4,7 м расположена в 3,15 км к северо-северо-востоку от мыса Катерный острова Юрий. В южной части пролива находится мель Пограничная.
Пролив назван в честь русского географа, геоботаника и почвоведа Гавриила Танфильева.

## См.также
- Курильские проливы